# باربرا جونز (مغنية)
باربرا جونز (بالإنجليزية: Barbara Jones)‏ هي مغنية جامايكية، ولدت في 1952 في كينغستون في جامايكا، وتوفي بنفس المكان في 19 ديسمبر 2014 بسبب ذات الرئة.